# František Hlaváček (pivovarník)
František Hlaváček (2. dubna 1893 Nepomuk – 18. února 1967 Praha) byl český sládek a manažer v oblasti pivovarnictví.

## Život
Narodil se do pivovarské rodiny. Jeho děd, František Hlaváček působil jako podstarší v městském pivovaru v Hradci Králové, otec František byl sládkem v Rabštejně nad Střelou a Podmoklech u Zbiroha. Vyučil se sladovnickému řemeslu. Svou profesní karieru začal v podmokelském pivovaru. Potom pracoval v pivovarech Prior v Plzni a v Žatci. Po návratu ze základní vojenské povinnosti v 1. světové válce pokračoval ve studiu a absolvoval dvouletou Vyšší pivovarskou školu v Praze. Zúčastnil se též jako mimořádný posluchač analytických a mikrobiologických cvičení na Vysoké škole technické v Praze. Poté absolvoval mikrobiologických kurz v Jörgensonově ústavu v Kodani.

## Profesní dráha
Tato studie probíhala při zaměstnání v pivovaru ve Velkých Popovicích a později také ve Znojmě. Tam také v pivovaru působil. Poté, po úspěchu v konkurzu v roce 1930 v Plzeňském Prazdroji přešel do Plzně. Vykonával funkci sládka a krátce nato se stal ředitelem Plzeňských akciových pivovarů (Gambrinusu) a v r. 1945 prvním generálním ředitelem československých pivovarů. Po roce 1948 byl nějaký čas nezaměstnaný. Ale dále se odborně vzdělával a v roce 1950 nastoupil do Výzkumného ústavu pivovarsko-sladařského kde v pivovaře Braník založil Pokusné a vývojové středisko a stal se jeho vedoucím.
Byl iniciátorem založení odborného časopisu Kvasný průmysl v roce 1955, v němž řídil redakční radu. V roce 1958 byl jmenován jeho vedoucím redaktorem. Byl členem vědeckotechnické rady ministerstva potravinářského průmyslu. V pivovarském průmyslu pak působil i jeho syn Ivo Hlaváček a vnuci Ivan Hlaváček a Jan Hlaváček.

## Publikační činnost
Byl spoluautorem 4 odborných publikací, v domácích a zahraničních časopisech publikoval více než 40 odborných článků.
- Hlaváček, F. a kol.: spoluprac. Klazar, G., Kahler, M., Rentz, J.: Pivovarské kvasnice, Praha, SNTL, 1966 1. vyd. 483 s. il.
- Hlaváček, F., Lhotský, A.: Pivovarství, Praha : SNTL, 1966 1. vyd. 483 s. : il. + příloha